# Хехеншванд
Хехеншванд (њем. Höchenschwand) општина је у њемачкој савезној држави Баден-Виртемберг. Једно је од 32 општинска средишта округа Валдсхут. Према процјени из 2010. у општини је живјело 2.536 становника. Посједује регионалну шифру (AGS) 8337051.

## Географски и демографски подаци
Хехеншванд се налази у савезној држави Баден-Виртемберг у округу Валдсхут. Општина се налази на надморској висини од 1015 метара. Површина општине износи 29,6 km². У самом мјесту је, према процјени из 2010. године, живјело 2.536 становника. Просјечна густина становништва износи 86 становника/km².

## Међународна сарадња
| Мјесто | Држава    | Врста сарадње | Од    |
| ------ | --------- | ------------- | ----- |
| Арадон | Француска | партнерство   | 1988. |
| Извор  |           |               |       |